# Antislovakismus
Antislovakismus je negativní postoj vůči Slovákům jako národu nebo vůči Slovensku jako zemi a státu.
Slovo antislovakismus je neologismus, vyskytuje se hlavně v národně orientovaných slovenských periodikách. Slovo je též často používáno v internetových diskusích a vyskytuje se v knize Rozhovory básníka Pavla Janíka v rozhovoru s Ladislavem Ťažkým. JUDr. Ján Mikula používá termínu v rámci své kritiky politiky Edvarda Beneše.
Projevy antislovakismu bylo možné pozorovat zejména v druhé polovině 19. století a začátkem 20. století v souvislosti s maďarizací. Jedním z jeho projevů je například pejorativní výraz Buta tót. Za projevy antislovakismu se pokládají též vykonstruované procesy s tzv. buržoazními nacionalisty v komunistickém Československu[zdroj?] a pronásledovaní národně orientované slovenské inteligence po druhé světové válce.